# Júlia Sigmond
Júlia Sigmond est une marionnettiste hongro-roumaine, autrice espérantiste et éditrice née le 11 juillet 1929 à Turda et décédée le 23 mars 2020 à Plaisance.

## Biographie
Elle naît le 11 juillet 1929 à Turda, en Roumanie.
Elle apprend l'espéranto en 1956, et s'investit dans le mouvement en enseignant la langue et en traduisant ou écrivant nouvelles et poèmes.
Elle dirige la rédaction de la revue Bazaro (eo) de 1997 à 2009,.
Elle épouse Sen Rodin (eo) le 9 septembre 2009, lui aussi auteur espérantiste.
Elle décède le 23 mars 2020 à Plaisance, en Italie, des suites du Covid-19 à l'âge de 90 ans,.

## Publications
- 2001 – Mi ne estas Mona Lisa, (pub. Bero, Berkeley), 2ème édition en 2024,  (ISBN 9781882251469)
- 2008 – Kiam mi estis la plej feliĉa en la vivo? (compiled by the author), (pub. Triade, Cluj-Napoca)
- 2009 – Novaj fabeloj pri Ursido Pu kaj Porketo (kd)
- 2011 – Nomoj kaj sortoj (12 novels), (pub. Exit, Cluj-Napoca)
- 2013 – Dialogo (original poem with 52 translations), (pub. Exit, Cluj-Napoca)
- 2013 – Libazar' kaj Tero (joint work with Sen Rodin, her husband), (pub. Mondial, New York)
- 2015 – Kvodlibeto (joint work with Sen Rodin, her husband), (pub. Exit, Cluj-Napoca)
- 2016 – Kvin geamikoj, (pub. Exit, Cluj-Napoca)
- 2017 – Fronto aŭ dorsko, (pub. Dokumenta Esperanto-Centro, Đurđevac)
- 2017 – Doloro (original poem with 54 translations), (pub. Exit, Cluj-Napoca)
- 2018 – Steĉjo-Fabeloj, (pub. Exit, Cluj-Napoca)
- 2018 – Dankon (original poem with 62 translations), (pub. Exit, Cluj-Napoca)
- 2019 – 90, various texts on the occasion of the author's 90th birthday (pub. Exit, Cluj-Napoca)

## Distinctions littéraires
- 1969 - Nouveau talent : Interdivido (poème)
- 1997 - Prose, 2e prix : Kiam mi pardonis al la kato? (Quand ai-je pardonné au chat ?)
- 2000 - Prose, 1er prix : Mi ne estas Mona Lisa (Je ne suis pas Mona Lisa)
- 2009 - Prose, 2e prix : Viola (Violet)